# Heritage Island
Heritage Island is een eiland in Washington D.C. gesitueerd in het Kingman Lake tussen Kingman Island en het vasteland. Het eiland heeft een oppervlakte van een kleine drie hectare en is onderdeel van het Kingman and Heritage Islands Park. Heritage Island wordt gedomineerd door bossen en is te bereiken via twee voetgangersbruggen, waarvan één naar Kingman Island leidt. Over het eiland loopt een wandelroute met een lengte van 0,8 kilometer.
In 1916 werd Heritage Island samen met Kingman Island aangelegd door de Army Corps of Engineers, toen zij de Anacostia aan het baggeren waren. De eilanden lagen tot halverwege jaren 90 braak, ondanks vele plannen, waaronder de aanleg van een vliegveld en een themapark.
In juli van 1996 tekende destijdse president Bill Clinton een wet, de "National Children's Island Act", waardoor de National Park Service het eigenaarschap van Heritage Island en het naastgelegen Kingman Island kon geven aan het District of Columbia. Door de wisseling van eigendom konden plannen om een themapark aan te leggen worden uitgevoerd, maar in 1999 werden die plannen door de wijkraad afgewezen, waardoor de plannen uiteindelijk niet werden gerealiseerd. Er werd later besloten dat het eiland onderdeel van een park moest worden en de aanleg van dat park begon in 2004. In mei 2008 werd het park geopend.